# مرافق الإنزيم

تَميمُ الإِنْزيم A

المرافق الإنزيمي أو تَميمُ الإِنْزيم هي جزيئات صغيرة عضوية بروتينية تعمل على نقل المجموعات الكيميائية بين الإنزيمات. تسمى التميمات الإنزيمية أحيانا مواد تفاعل معاونة.